# Bjargtangar

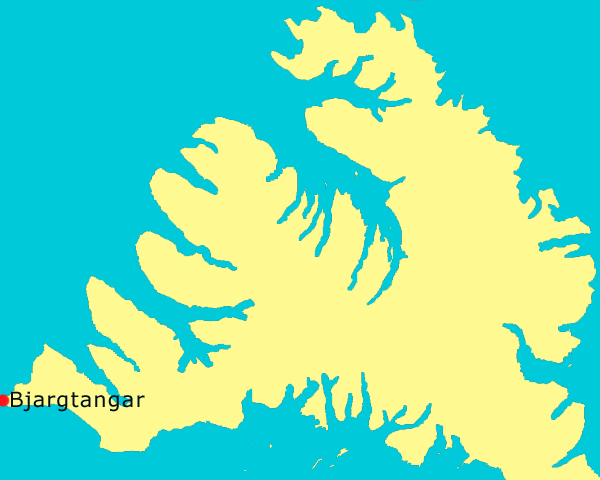
Poloha Bjargtangaru v regionu Vestfirðir

Mys Bjargtangar je svou polohou (24° 32' z. d.) nejzápadnějším bodem Islandu a zároveň celé Evropy. Je součástí 14 km dlouhého útesu Látrabjarg, místy vysokého až 440 metrů. Leží v regionu Vestfirðir.
Bjargtangar je kromě své unikátní polohy jedinečný také obrovskou ptačí kolonií. Žijí zde i turisty tak oblíbení papuchalci.
Ke stejnojmennému majáku, jenž stojí na samém okraji útesu, je možné se dostat i automobilem, je ovšem nutné počítat s horší kvalitou vozovky.